# The Eternals (Comic)
The Eternals oder auch nur Eternals ist eine US-amerikanische Comicreihe von Marvel Comics, die von Jack Kirby erschaffen wurde und seit 1976 erscheint. Sie handelt von der gleichnamigen fiktiven außerirdischen Rasse von Humanoiden. 2021 erschien ein Realfilm zu dem Thema (siehe Eternals) unter der Regie von Chloé Zhao, der am 5. November 2021 veröffentlicht wurde.
Im Marvel-Universum sind die Eternals ein als Homo immortalis bekannter Ableger der Menschheit, der vor einer Million Jahren von den rätselhaften außerirdischen Celestials geschaffen wurde, um die Erde mit ihren übermenschlichen Kräften und Fähigkeiten zu verteidigen. Ihre Hauptwidersacher sind die Deviants, die einen ähnlichen Ursprung haben und eine ständige Bedrohung für die Menschheit darstellen. Aufgrund ihrer Nahezu-Unsterblichkeit haben sich die Eternals weitgehend von den Menschen abgekapselt, wobei ihr gottähnlicher Status die Grundlage für verschiedene mythologische Figuren auf der ganzen Welt bildet, z. B. Gilgamesch, Daidalos.

## Geschichte der Veröffentlichung
1970 verließ Jack Kirby Marvel Comics, um bei DC Comics zu arbeiten, wo er die Saga der New Gods begann, eine epische Geschichte mit mythologischen und Science-Fiction-Konzepten. Obwohl er ein endgültiges Ende geplant hatte, wurde die Serie abrupt abgebrochen. Nach seiner Rückkehr zu Marvel setzte Kirby sein Interesse an anspruchsvoller Science-Fiction mit The Eternals fort.
Der ursprüngliche Titel „The Celestials“ wurde von Marvel in „Return of the Gods“ geändert, dessen Comic-Cover stilistische Ähnlichkeiten mit Erich von Dänikens Buch Chariots of the Gods? aufweist. Um mögliche rechtliche Probleme zu vermeiden, wurde der Name wieder in „Eternals“ geändert. Die Saga der Eternals ähnelte thematisch der der New Gods und auch die Serie wurde schließlich abgesetzt, ohne dass viele ihrer Handlungen aufgelöst wurden.

## Eternals-Titel
- Eternals (Bd. 1) #1–19 (geschrieben und gezeichnet von Jack Kirby, Juli 1976 – Jan. 1978)
- Eternals Annual #1 (geschrieben und gezeichnet von Jack Kirby, 1977)
- Thor Annual #7 (September 1978)
- Thor (Bd. 1) #284–301 (Juni 1979 – September 1980)
- What If… #23–30 (Oktober 1980 – September 1981)
- Iron Man Annual #6 (November 1983)
- Avengers (Bd. 1) #246–248 (August 1984 – Oktober 1984)
- Eternals (Bd. 2) #1–12 (limitierte Serie, Okt. 1985 – Sept. 1986)
- Avengers (Bd. 1) #308–310 (Oktober 1989 – November 1989)
- Eternals: The Herod Factor (November 1991)
- Avengers (Vol. 1) #361, #374–375 (April 1993, Mai 1994 – Juni 1994)
- Heroes for Hire (Bd. 1) #4–7 (November 1997, Januar 1998)
- The New Eternals: Apocalypse Now (auch bekannt als Eternals: The New Breed) #1 (Feb. 2000)
- Eternals (Bd. 3) #1–7 (geschrieben von Neil Gaiman, limitierte Serie, Jun. 2006 – Feb. 2007)
- Eternals (Bd. 4) #1–9, Annual #1 (August 2008 – März 2009)
- Hulk (Bd. 3) #49 (Mai 2012)
- Thor:The Deviants Saga #2–5 (Februar 2012 – Mai 2012)
- Avengers (Bd. 8) #4 (September 2018)
- Eternals (Bd. 5) #1–4 (Januar 2021 – heute)

Andere sind:
- The Eternal #1-6 (geschrieben von Chuck Austen, gezeichnet von Kev Walker und getuscht von Simon Coleby, Aug. 2003 – Jan. 2004)